# Иципино
Ици́пино (фин. Ikäpäivösi) — деревня в составе Нежновского сельского поселения Кингисеппского муниципального района Ленинградской области.

## История
Упоминается как деревня Itzepina By в Каргальском погосте в шведских «Писцовых книгах Ижорской земли» 1618—1623 годов.
Обозначена на карте Ингерманландии А. И. Бергенгейма, составленной по материалам 1676 года, как деревня Itsepinaby.
На шведской «Генеральной карте провинции Ингерманландии» 1704 года упоминается как деревня Itsepina.
Как деревня Итсепина обозначена на «Географическом чертеже Ижорской земли» Адриана Шонбека 1705 года.
На карте Санкт-Петербургской губернии Я. Ф. Шмидта 1770 года упоминается как деревня Ицыпина.

ИЦЫПИНО — деревня, принадлежит Полковнику Барону Притвицу, число жителей по ревизии: 106 м. п., 98 ж. п. (1838 год)

На этнографической карте Санкт-Петербургской губернии П. И. Кёппена 1849 года она обозначена как деревня «Izypino», расположенная в ареале расселения води. В пояснительном тексте к этнографической карте деревня записана как Dorf Jzypino и указано количество её жителей на 1848 год: води — 101 м. п., 119 ж. п., всего 220 человек.
Местное население использовало восточно-водский диалект водского языка.

ИЦЫПИНО — деревня генерал-лейтенанта Притвица, 10 вёрст по почтовой, а остальное по просёлкам, число дворов — 34, число душ — 101 м. п. (1856 год)

ИЦЫПИНО — деревня, число жителей по X-ой ревизии 1857 года: 123 м. п., 116 ж. п., всего 239 чел.

- Деревня и полумызок Иципино на карте 1860 года

В 1860 году деревня называлась Ицыпино и насчитывала 34 крестьянских двора.

ИЦЫПИНО — деревня владельческая при колодцах, число дворов — 36, число жителей: 109 м. п., 114 ж. п.; Часовня. 

ИЦЫПИНСКИЙ — полумызок владельческий при колодце, 1 двор, число жителей: 3 м. п., 4 ж. п. (1862 год)

ИЦЫПИНО — деревня, по земской переписи 1882 года: семей — 51, в них 120 м. п., 125 ж. п., всего 245 чел.

ИЦЫПИНО — деревня, число хозяйств по земской переписи 1899 года — 46, число жителей: 130 м. п., 135 ж. п., всего 265 чел.;
 разряд крестьян: бывшие владельческие; народность: русская — 6 чел., финская — 259 чел.

В конце XIX — начале XX века деревня административно относилась к Котельской волости 2-го стана Ямбургского уезда Санкт-Петербургской губернии. Население деревни было смешанным — водско-русским.
С 1917 по 1921 год деревня Ицепино входила в состав Ицепинского сельсовета Котельской волости Кингисеппского уезда.
С 1922 года в составе Нежновского сельсовета.
С 1924 года в составе Ицепинского сельсовета.
С 1925 года в составе Семейского сельсовета.
Согласно данным переписи населения СССР 1926 года в деревне Ицепино проживали 252 человека, все русские.
С 1927 года в составе Котельского района.
С 1928 года в составе Вассакарского сельсовета. В 1928 году население деревни Ицепино составляло 254 человека.
С 1930 года в составе Кингисеппского района.
По административным данным 1933 года деревня называлась Иципино и входила в состав Вассакарского сельсовета Кингисеппского района.
- План деревни Иципино. 1938 год

Согласно топографической карте 1938 года деревня называлась Ицепина и насчитывала 67 дворов.
Деревня была освобождена от немецко-фашистских оккупантов 30 января 1944 года.
С 1954 года в составе Павловского сельсовета.
С 1958 года в составе Нежновского сельсовета. В 1958 году население деревни Ицепино составляло 121 человек.
В 1960-х годах в деревне Иципино умерла последняя известная носительница восточного диалекта водского языка.
По данным 1966, 1973 и 1990 годов деревня Иципино входила в состав Нежновского сельсовета Кингисеппского района.
В 1997 году в деревне проживали 9 человек, в 2002 году — 27 человек (русские — 81 %), в 2007 году — 14.

## География
Деревня расположена в северо-восточной части района на автодороге 41К-609 (подъезд к дер. Иципино).
Расстояние до административного центра поселения — 8 км.
Расстояние до ближайшей железнодорожной платформы Куммолово — 16 км.
Деревня находится на реке Систа.

## Демография
| 1862 | 2007 | 2010 | 2017 |
| ---- | ---- | ---- | ---- |
| 223  | ↘14  | ↗36  | ↘11  |

### Национальный состав
Согласно данным Всероссийской переписи населения 2021 года в деревне проживали 57 человек, из них:
 русские — 56, казахи — 1 человек.

## Известные уроженцы
- Павел Максимович Петров (1902—1968) — лётчик, командир дивизии во время Великой Отечественной войны